# Olsagebiet

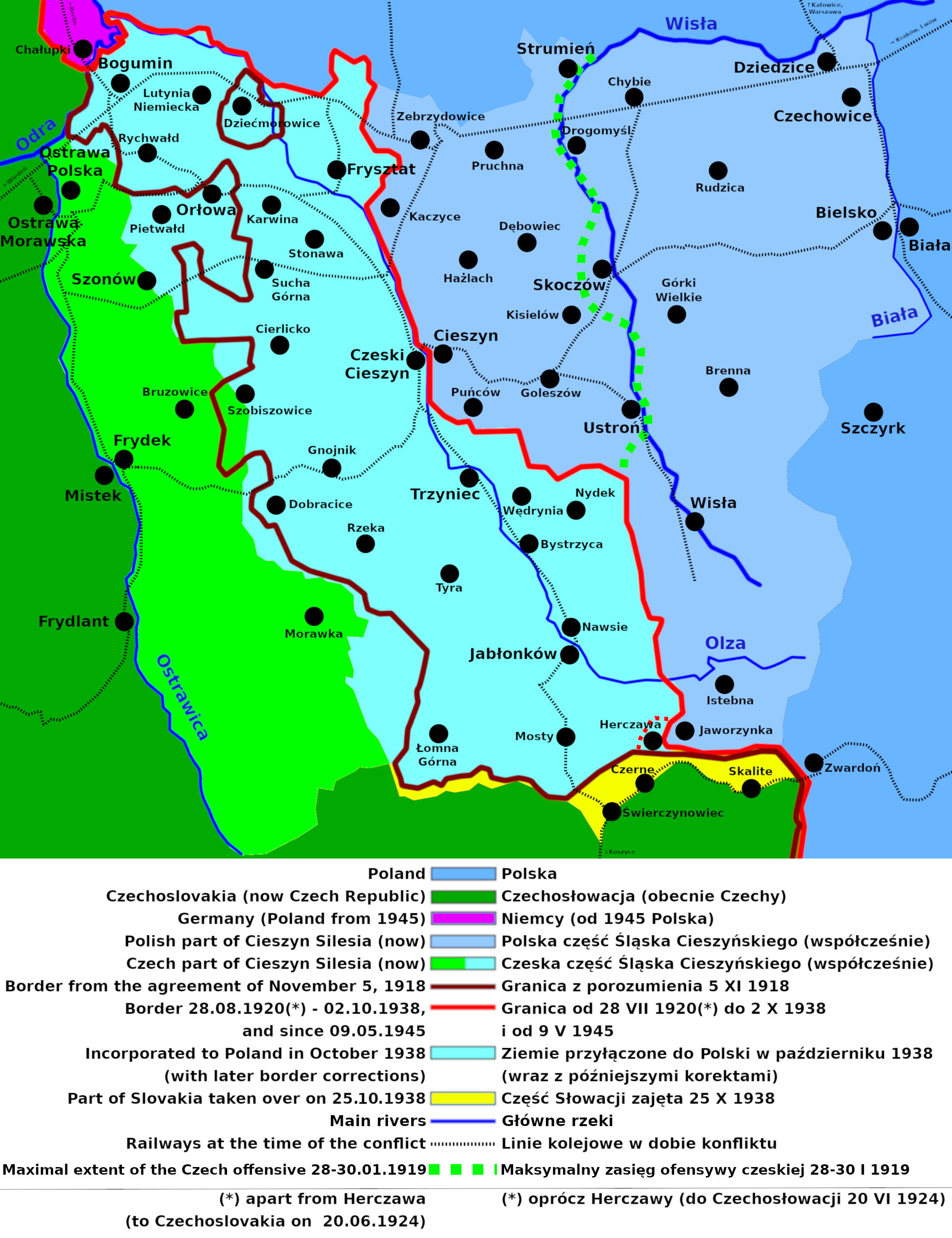
Generalisierte Darstellung der Grenzverläufe zwischen Polen und der Tschechoslowakei im Bereich des Olsagebiets
Grenze vom 5. November 1918
Grenze vom 28. Juli 1920 bis 31. Oktober 1938 und seit dem 9. Mai 1945
von Polen am 31. Oktober 1938 annektiertes Gebiet

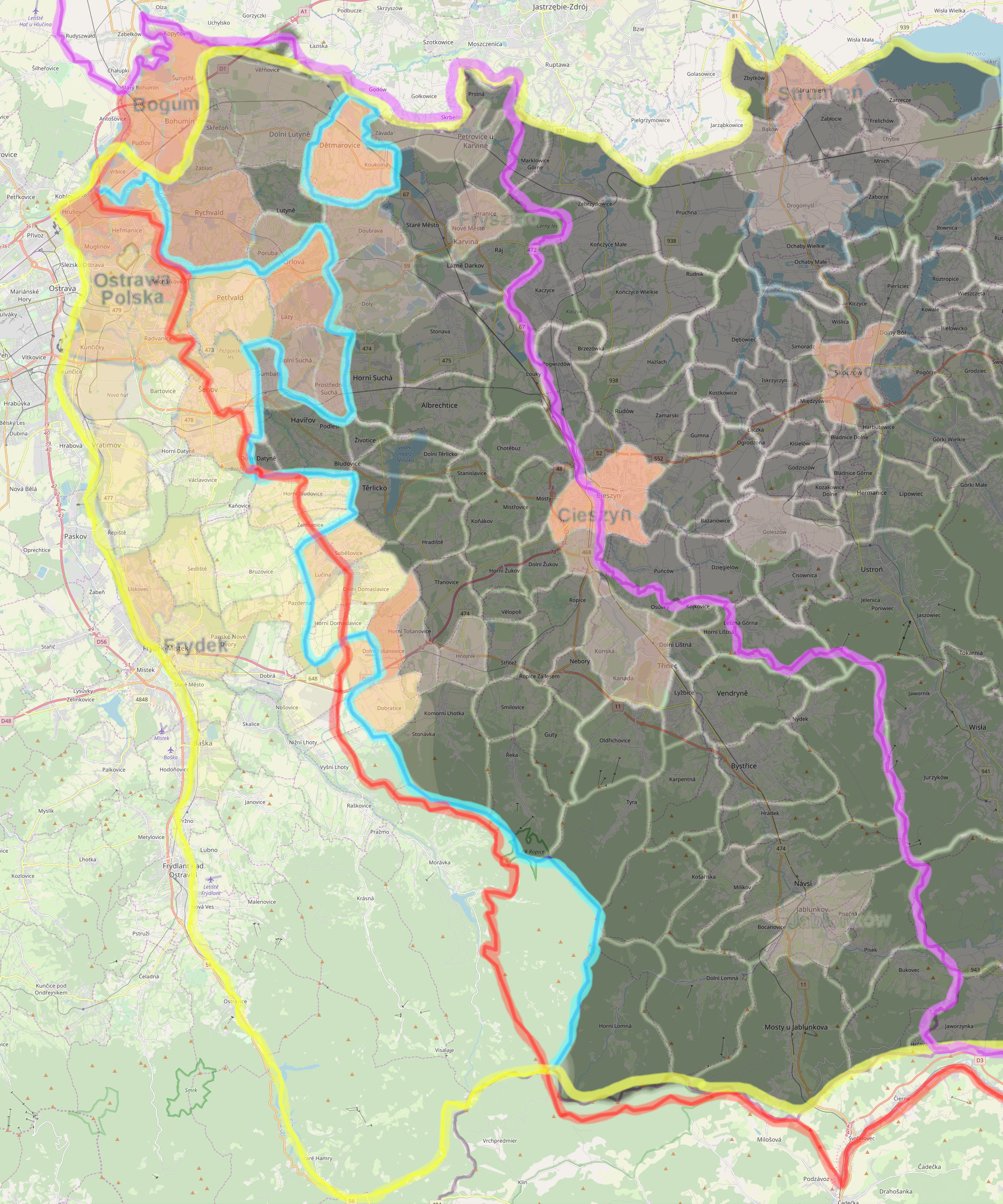
Detaillierte Darstellung der Grenzverläufe im Bereich des Olsagebiets
Grenze des Herzogtums Teschen im frühen 16. Jahrhundert
Grenze vom 5. November 1918
Grenze vom 28. Juli 1920 bis 31. Oktober 1938 und seit dem 9. Mai 1945
Grenze vom 10. Dezember 1938 bis 25. Oktober 1939
Gebiet mit über 90 % polnischsprachiger Bevölkerung im Jahr 1910

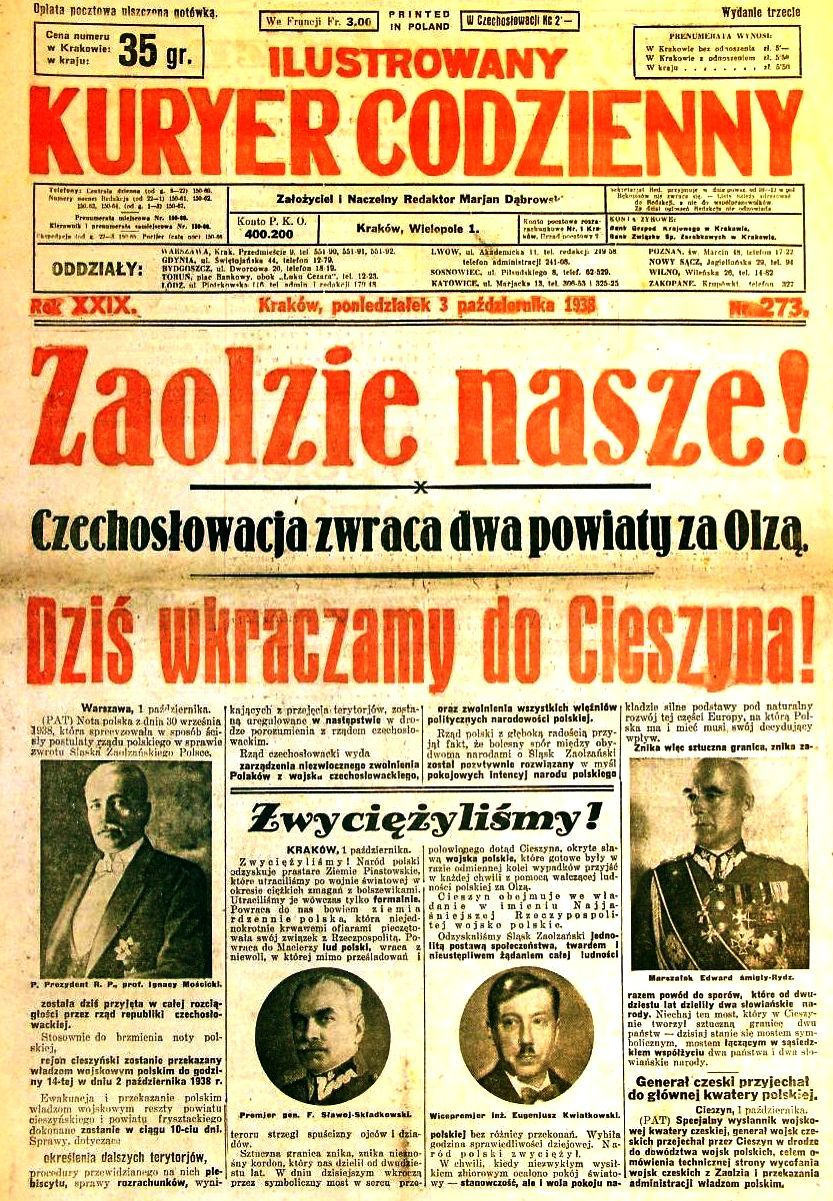
Polnische Presse am 3. Oktober 1938 mit der Schlagzeile „Das Olsagebiet ist unser! Die Tschechoslowakei gibt zwei Landkreise hinter der Olsa zurück. Heute marschieren wir nach Teschen ein!“

Das Olsagebiet (auch: Olsaland; polnisch Zaolzie oder Śląsk Zaolziański, tschechisch Záolží, Záolší oder Českotěšínsko) ist ein am Fluss Olsa gelegener Teil des Teschener Schlesiens (polnisch Śląsk Cieszyński, tschechisch Těšínsko oder Těšínské Slezsko). Letzteres war in den letzten Jahrzehnten der Habsburgermonarchie der östliche Teil des Kronlandes Österreichisch-Schlesien gewesen, davor einmal das Herzogtum Teschen, damals auf Deutsch meistens Ostschlesien bezeichnet. Nach dem Zerfall Österreich-Ungarns beanspruchten sowohl die Tschechoslowakei als auch Polen das Gebiet und die am namensgebenden Fluss liegende Stadt Teschen. Um den Konflikt, der im Januar 1919 zum Polnisch-Tschechoslowakischen Grenzkrieg eskalierte, zu lösen, wurde das Gebiet im Juli 1920 aufgeteilt: Es entstand eine Doppelstadt, mit Český Těšín in der Tschechoslowakei, heute Tschechien, am westlichen Flussufer und Cieszyn in Polen am Ostufer. In der Folge des Münchner Abkommens forderte Polen unter Androhung militärischer Gewalt die Abtretung eines 869 Quadratkilometer großen Gebiets des tschechoslowakischen Teils (Olsagebiet); nach Annahme des Ultimatums rückten ab dem 2. Oktober polnische Truppen in das Olsagebiet ein, das völkerrechtswidrig annektiert wurde. Nach dem deutschen Überfall auf Polen zu Beginn des Zweiten Weltkrieges wurde es 1939 als Teil der polnischen Autonomen Woiwodschaft Schlesien vom nationalsozialistischen Deutschen Reich annektiert. Die deutsche Bezeichnung Olsa-Gebiet wurde für den ganzen Landkreis Teschen benutzt. Nach dem Zweiten Weltkrieg wurde der Stand von 1920 wiederhergestellt.

## Geschichte
Das Olsagebiet ist Teil des Herzogtums Teschen, das im 16. Jahrhundert zersplittert wurde und in einer verkleinerten Form bis 1918 zur Habsburgermonarchie gehörte. Zum Ende des 19. Jahrhunderts unternahm Erzherzog Friedrich (Marquis Gero) mit wenig Erfolg eine Germanisierung des ländlichen Raumes bzw. der dort lebenden Bevölkerung der sogenannten Wasserpolaken, die zum großen Teil der polnischsprachigen lachischen Sprachgruppe in der Form der Teschener Mundarten angehörte. Die polnische Nationalbewegung wurde erst in der Mitte des 19. Jahrhunderts von Paweł Stalmach begonnen. Im Norden entwickelte sich um Karwin das größte Bergbaurevier Österreich-Ungarns, ab den 1870er Jahren ein populäres Ziel von Auswanderungen aus den benachbarten Ländern, hauptsächlich von Niedriglohnkräften aus Galizien. Im frühen 20. Jahrhundert gehörte das Gebiet zu den Wahlbezirken Schlesien 13 und Schlesien 15, wo meistens die polnischen Politiker Jan Michejda, Ryszard Kunicki und Tadeusz Reger gewannen.
Zur Verteilung der Sprachgruppen siehe: Liste der Bezirke und Statutarstädte im Herzogtum Ober- und Niederschlesien
Nach dem Ende des Ersten Weltkrieges im Herbst 1918 entstanden in Ostmitteleuropa neue Nationalstaaten, darunter die Tschechoslowakei und Polen.
Diese Entwicklung war im Olsagebiet konfliktbeladen, da es von Anfang an zwischen Polen und Tschechen umstritten war. Polen begründete seine Ansprüche mit der polnischsprachigen Bevölkerungsmehrheit, jedoch bezweifelte die Tschechoslowakei, dass dadurch Rückschlüsse auf die Volkszugehörigkeit zu ziehen seien (siehe Volksabstimmungen im Gefolge des Versailler Vertrags, die insbesondere in Ermland und Masuren nicht entsprechend der ethnischen Zugehörigkeit ausfielen). Zugleich beanspruchte Außenminister Edvard Beneš das gesamte Teschener Schlesien bis Bielitz an der Bialka als Teil des historischen Österreichisch-Schlesien für die Tschechoslowakei.
Bereits am 5. November 1918, nur wenige Tage nachdem die beiden neuen Staaten ihre Unabhängigkeit erklärt hatten und noch an vielen Stellen Unklarheit über die Grenzverläufe herrschte, hatten sich die zuständigen lokalen Nationalräte zunächst über eine Grenzziehung mehr oder weniger entlang ethnischer Linien geeinigt, ohne Zutun der Regierungen in Prag und Warschau und ohne Rücksicht auf die örtlichen Deutschen und auf die gegen die polnische Nationalbewegung eingestellten Schlonsaken (siehe Józef Kożdoń). Für die Tschechoslowakei war der ihr somit zugefallene Teil westlich der Olsa von enormer wirtschaftlicher und strategischer Bedeutung, da durch ihn die Bahnstrecke Bohumín–Košice und damit eine der damals wenigen leistungsfähigen Verkehrsverbindungen zwischen dem tschechischen und dem slowakischen Landesteil verlief, und zwar mit der größten Kapazität und weit von der potentiellen Frontlinie mit Ungarn entfernt.
Nachdem das Gebiet an der Olsa Ende 1918 zum Gegenstand des Wahlkampfes für die polnischen Parlamentswahlen geworden war und nach verkündeter Einberufung der „slawischen“ (also vermutlich auch tschechischer) Soldaten, wurde die Grenzregion aus dem 5. November mit einigen tausend polnischen Truppen besetzt, daraufhin eskalierte der Streit. Im Januar 1919 kam es zum Einmarsch tschechischer Truppen und einer zeitweiligen Besetzung von Teilen des polnischen Gebiets im früheren Teschener Schlesien. Am 3. Februar 1919 stimmte die tschechische Regierung unter Druck der Entente der Durchführung einer Volksabstimmung zu, die über die künftige Zugehörigkeit des Gebietes entscheiden sollte.
Nach Beneš’ Bemühungen verzichtete der Botschafterrat der Siegermächte auf die Durchführung der Volksabstimmung und legte am 25. Juni 1920 den im Grenzvertrag von 1918 genannten Grenzverlauf als verbindlich fest. Der polnische Teil des früheren Teschener Schlesien wurde der 1920 neu errichteten Autonomen Woiwodschaft Schlesien zugeordnet.
Die Grenzfestlegung entsprach nicht den polnischen Interessen, aber zu dieser Zeit führte Polen im Osten einen Krieg mit Sowjetrussland und war sehr daran interessiert, den Streit mit der Tschechoslowakei so schnell wie möglich zu beenden. In dieser Situation erreichte der tschechoslowakische Außenminister Edvard Beneš die Festlegung der Teilung entlang des Flusses Olsa sowie die Übergabe der umstrittenen Regionen der Zips (Spiš) und der Arwa (Orava).
Nach der Beendigung des Polnisch-Sowjetischen Krieges und der Erlangung Ostoberschlesiens durch die Volksabstimmung in Oberschlesien rückte der der Tschechoslowakei zugesprochene mehrheitlich polnisch besiedelte mittlere Teil des früheren Teschner Schlesien, das Olsagebiet, wieder stärker in den Blickpunkt der stabilisierten Zweiten Polnischen Republik. Dort erfolgte bis 1926 die Vertreibung einiger Tausend Polen aus dem Gebiet und zum Teil die Konfiskation ihrer Habe, so dass die Spannungen zwischen Polen und der Tschechoslowakei weiter anwuchsen und in Polen die militärische Lösung des Problems nicht ausgeschlossen und ab 1934 generalstabsmäßig vorbereitet wurde.
Am 30. September 1938, nach dem Abschluss des Münchner Abkommens, stellte Polen ein Rückgabeultimatum, das am 1. Oktober ablief, und konzentrierte Kräfte an der Grenze unter General Władysław Bortnowski. Zusätzlich wurde in Kattowitz die Legion Zaolziański gegründet. Der Streit um das Gebiet gefährdete zwischenzeitlich den sowjetisch-polnischen Nichtangriffspakt von 1932. Die tschechoslowakische Regierung gab schließlich nach, und zwischen dem 2. und dem 11. Oktober 1938 besetzten polnische Truppen das Olsagebiet (Zaolzie). Gleichzeitig besetzte Deutschland die im Münchner Abkommen zugestandenen Gebiete des Sudetenlandes und das Hultschiner Ländchen. Kurz danach verließen rund 30.000 Tschechen, vor allem diejenigen, die sich dort nach 1920 niedergelassen hatten, und rund 5.000 Deutsche das Olsagebiet.
Nach dem deutschen Überfall auf Polen wurde das polnische Olsagebiet am 3. September 1939 von Truppen der Heeresgruppe Süd besetzt und dem Militärbereich Oberschlesien unterstellt. Am 26. Oktober 1939 wurde das Gebiet als Teil des Landkreises Teschen an den Regierungsbezirk Kattowitz der preußischen Provinz Schlesien angeschlossen. Die Nationalsozialisten planten die Germanisierung der Region, auch mittels Terror gegen die Zivilbevölkerung. Die ersten Verhaftungen und Erschießungen begannen direkt nach der Besetzung, wobei eine der größeren Verhaftungsaktionen im Frühjahr 1940 im Rahmen der „AB-Aktion“ stattfand und hauptsächlich gegen polnische Intellektuelle gerichtet war. In Oderberg, Freistadt und Petrowitz wurden sogenannte „Polenlager“ errichtet. Die Zahl der während der deutschen Besatzung ermordeten Teschener Juden wird auf 2000 bis 3000 geschätzt.
Nach Kriegsende 1945 wurde die Grenze von 1918 wiederhergestellt. Jedoch erneuerte die Volksrepublik Polen während der Moskauer Verhandlungen ihre Forderungen auf Zaolzie gegenüber der Tschechoslowakei. Dabei wurden zusätzlich zur bisherigen ethnischen Argumentation auch ein Ausgleich für die Verluste der im Polnisch-Sowjetischen Krieg 1921 eroberten Gebiete durch die Westverschiebung Polens, bei der sich das Staatsgebiet Polens trotz Zugewinns zuvor deutscher Gebiete saldiert um rund 77.000 Quadratkilometer (20 Prozent) verminderte, vorgebracht. Die Tschechoslowakei lehnte das Ansinnen strikt ab und schlug dagegen einen Bevölkerungsaustausch wie in Ostpolen vor. Nach jahrelangen harten Verhandlungen konnte der Streit schließlich beigelegt werden. Am 2. Juni 1958 verzichtete die Volksrepublik Polen auf ihren Gebietsanspruch und beide Staaten einigten sich auf kleine Grenzkorrekturen sowie einen Grenzvertrag mit einem Grenzverlauf entlang der Olsa.
Im Jahr 1998 wurde die Euroregion Teschener Schlesien gegründet, die den polnischen Teil Teschener Schlesiens ohne Bielsko und Czechowice-Dziedzice sowie das Olsagebiet in Tschechien (also das tschechische Teschener Schlesien ohne den ehemaligen Bezirk Friedek in der kulturellen Landschaft Lachei) umfasst.

## Demografische Daten

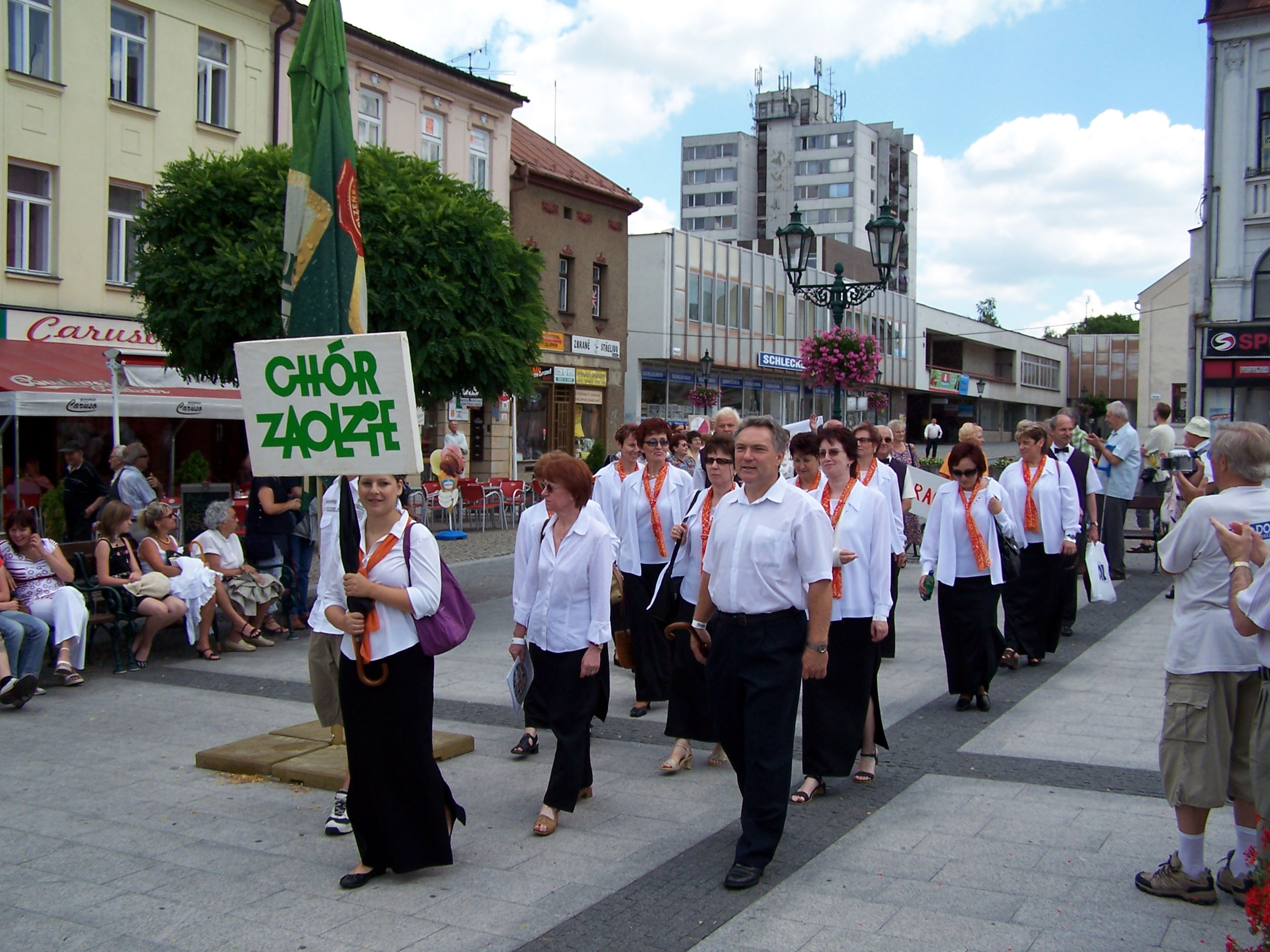
Chor Zaolzie auf einem Umzug der polnischen Minderheit in Karviná im Jahr 2007

Zusammensetzung der Bevölkerung des Olsagebiets (Zaolzie) nach Sprache bzw. Nationalität:
| Jahr | Gesamt- bevölkerung | Polen   | Tschechen | Deutsche | Slowaken | Unterscheidungs- kriterium        |
| ---- | ------------------- | ------- | --------- | -------- | -------- | --------------------------------- |
| 1880 | 094.370             | 071.239 | 016.425   | 06.672   | –        | Umgangssprache bzw. Muttersprache |
| 1890 | 107.675             | 086.674 | 013.580   | 07.388   | –        | Umgangssprache bzw. Muttersprache |
| 1900 | 143.220             | 115.392 | 014.093   | 13.476   | –        | Umgangssprache bzw. Muttersprache |
| 1910 | 179.145             | 123.923 | 032.821   | 22.312   | –        | Umgangssprache bzw. Muttersprache |
| 1921 | 177.176             | 068.034 | 088.556   | 18.260   | –        | Umgangssprache bzw. Muttersprache |
| 1930 | 216.255             | 076.230 | 120.639   | 17.182   | –        | Nationalität                      |
| 1939 | 213.867             | 051.499 | 144.579   | 38.408   | –        | Volkszugehörigkeit                |
| 1950 | 219.811             | 059.005 | 155.146   | –        | 04.388   | deklarierte Nationalität          |
| 1961 | 281.183             | 058.876 | 205.785   | –        | 13.233   | deklarierte Nationalität          |
| 1970 | 350.825             | 056.075 | 263.047   | –        | 26.806   | Muttersprache                     |
| 1980 | 366.559             | 051.586 | 281.584   | –        | 28.719   | deklarierte Nationalität          |
| 1991 | 368.355             | 043.479 | 263.941   | 00.706   | 26.629   | deklarierte Nationalität          |

Quelle: